# Juan Olivares
Juan Olivares (20 de fevereiro de 1941) é um ex-futebolista chileno. Ele competiu na Copa do Mundo FIFA de 1966, sediada na Inglaterra.